# 超特急、地球を救え。
『超特急、地球を救え。』（ちょうとっきゅう ちきゅうをすくえ）は、2022年9月7日（6日深夜）から9月28日（27日深夜）まで、毎週水曜（火曜深夜）0時30分 - 1時にテレビ東京系列にて放送されたテレビドラマ。主演は 超特急。

## あらすじ
2022年8月8日、「8号車の日」に9人体制となった超特急のうち、従来からのメンバーである5人は様々な葛藤を抱えていた。そんな中、謎の少女りんこによって2088年の未来に呼び出された5人は、先輩ゲストの話を聞いたり、本音で語り合うことで新体制の壁を乗り越えていく。一方、新メンバーの4人も別に呼び出されており、最終日は9人で語り合った。

## キャスト

### 超特急
カイ（2号車）
演 - 小笠原海
MAIN DANCER。神秘担当。
リョウガ（3号車）
演 - 船津稜雅
現リーダー。MAIN DANCER。ガリガリ担当。
タクヤ（4号車）
演 - 草川拓弥
MAIN DANCER。筋肉担当。
ユーキ（5号車）
演 - 村田祐基
MAIN DANCER。ドジっ子担当。初代リーダー。
タカシ（7号車）
演 - 松尾太陽
BACK VOCAL。末っ子担当。
シューヤ（11号車）
演 - 志村秀哉
BACK VOCAL。担当未定。
マサヒロ（12号車）
演 - 森次政裕
MAIN DANCER。担当未定。
アロハ（13号車）
演 - 髙松アロハ
MAIN DANCER。担当未定。
ハル（14号車）
演 - 柏木悠
MAIN DANCER。担当未定。

### その他
りんこ
演 - 川上凛子
超特急とゲストを引き合わせる謎の少女。
超特急が新体制の移行に失敗し解散してしまうことが未来の地球が氷河期に陥るバタフライエフェクトの起点となるため、それを回避するプロジェクトとして超特急を呼んでいた。
マネージャー
演 - 大迫一平
アナウンサー
演 - 冨田有紀（テレビ東京アナウンサー）
2088年のTVで氷河期のニュースを伝える。

### ゲスト
第1話
- 真山りか（私立恵比寿中学）[2]
- 安本彩花（私立恵比寿中学）[2]

第2話
- 森崎博之（TEAM NACS）[2]

第3話
- 安達祐実[2]

## スタッフ
- 脚本 - 大歳倫弘[1]、松本花奈[1]
- 監督 - 松本花奈[1]、山元環[1]
- 主題歌 - 超特急「宇宙ドライブ」（SDR）[2]
- プロデューサー - 漆間宏一[1]（テレビ東京）、千葉貴也[1]（テレビ東京）、加藤伸崇[1]（SDP）
- 制作 - テレビ東京、SDP
- 製作著作 - 「超特急、地球を救え。」製作委員会

## 放送日程
| 各話   | 放送日  | サブタイトル     | 脚本     | 監督     |
| ------ | ------- | ---------------- | -------- | -------- |
| 第1話  | 9月7日  | 新体制初日       | 松本花奈 | 松本花奈 |
| 第2話  | 9月14日 | リーダーについて | 大歳倫弘 | 山元環   |
| 第3話  | 9月21日 | 青春について     | 大歳倫弘 | 松本花奈 |
| 最終話 | 9月28日 | 夢に向かって     | 松本花奈 | 松本花奈 |

## 放送局
| 放送期間                | 放送時間                     | 放送局         | 対象地域       | 備考   |
| ----------------------- | ---------------------------- | -------------- | -------------- | ------ |
| 2022年9月7日 - 9月28日  | 水曜 0:30 - 1:00（火曜深夜） | テレビ東京     | 関東広域圏     | 製作局 |
|                         |                              | テレビ北海道   | 北海道         |        |
|                         |                              | テレビせとうち | 岡山県・香川県 |        |
|                         |                              | TVQ九州放送    | 福岡県         |        |
| 2022年9月10日 - 10月1日 | 土曜 1:40 - 2:10（金曜深夜） | テレビ大阪     | 大阪府         |        |

## ネット配信
| 配信開始月 | 配信サイト     | 配信料金     | 備考       |
| ---------- | -------------- | ------------ | ---------- |
| 2022年9月  | ネットもテレ東 | 広告付き無料 | 見逃し配信 |
| 2022年9月  | TVer           | 広告付き無料 | 見逃し配信 |
| 2022年9月  | GYAO!          | 広告付き無料 | 見逃し配信 |
| 2022年9月  | Paravi         | 定額制有料   |            |